# Žabnjača
Žabnjača is een plaats in de gemeente Crnac in de Kroatische provincie Virovitica-Podravina. De plaats telt 10 inwoners (2001).